# Opsiphanes amplificatus
Opsiphanes amplificatus är en fjärilsart som beskrevs av Hans Ferdinand Emil Julius Stichel 1904. Opsiphanes amplificatus ingår i släktet Opsiphanes och familjen praktfjärilar. Inga underarter finns listade i Catalogue of Life.